# Slag bij Numistro
De Slag bij Numistro vond plaats in 210 v.Chr. tijdens de Tweede Punische Oorlog. Deze slag bleef onbeslist, aangezien na een lange strijd (van 's ochtends vroeg tot 's avonds laat) Hannibal zich terugtrok en Marcus Claudius Marcellus hem achtervolgde tot de Slag bij Asculum het jaar daarop.